# 沒病找病
沒病找病（英語：Worried Well），也作無病呻吟、沒病找大夫，是一个术语，描述的是健康状况相对较好，但根据目前的情况认为自己有病或可能得病的人。 作为一个集体名词，该术语通常用于没有明确定义的病人群体，並多被認為不当或過度地使用公共醫療資源。
這種情況也被稱為「沒病找病症候群」
他们有别于那些患有疑病症或健康焦虑症的人，后者的健康问题是慢性的，并上升到精神疾病的水平；相比之下，沒病找病的人所经历的焦虑通常是由某一特定事件所引起。